# Kampfbund Deutscher Soldaten
Der Kampfbund Deutscher Soldaten (KDS) war eine von Erwin Schönborn gegründete neonazistische Gruppe, die propagandistisch vor allem die Leugnung von NS-Verbrechen betrieb.
Der KDS ging 1975 aus dem ebenfalls von Schönborn initiierten Frankfurter Kreis Deutscher Soldaten hervor, um dessen Strukturen zu festigen. Der Bund unterhielt Verbindungen zur Wehrsportgruppe Hoffmann, zur Bauernschaft von Thies Christophersen und zur Deutschen Bürgerinitiative von Manfred Roeder. Zu den erklärten Zielen des KDS zählten u. a. die „Durchsetzung des Deutschen Volkstums“, die „Bestrafung aller Widerstandskämpfer als Volksverräter“ und die Freilassung von Rudolf Heß.
In Flugblättern bot der KDS 10.000 DM Belohnung für „jede einwandfrei nachgewiesene 'Vergasung' in einer 'Gas-Kammer' eines deutschen KZ's“. In Frankfurt am Main und Nürnberg verteilten KDS-Mitglieder an Schulen, die nach Anne Frank benannt waren, Flugblätter, in denen Anne Franks Tagebuch als Fälschung und „Produkt jüdischer antideutscher Greuelpropaganda“ bezeichnet wurde, das „die Lüge von den sechs Millionen vergaster Juden“ stützen solle.
Nach der Operation Entebbe, bei der israelische Spezialkräfte die Entführung eines französischen Flugzeugs gewaltsam beendeten, erklärte der KDS die dabei getöteten ugandischen Sicherheitskräfte „als Opfer zionistischer Verbrechen“" zu seinen Ehrenmitgliedern. 1977 gründete der KDS eine „Bürgerinitiative für Todesstrafe und gegen Sittenverfall und Pornographie“, der sich für die Wiedereinführung der Todesstrafe in der Bundesrepublik Deutschland einsetzte.

## Dokumentation
- Karl-Heinz Walloch: Zwei Tage im Mai (1978). Dokumentarfilm über die Aktivitäten der NPD in Hamburg und ihre Zusammenarbeit mit den Gruppen ”Kampfbund Deutscher Soldaten” und ”Aktion Nationale Sozialisten”